# Kirkissoye
Kirkissoye (auch: Kirkissoy) ist ein Stadtviertel (französisch quartier) im Arrondissement Niamey V der Stadt Niamey in Niger.

## Geographie

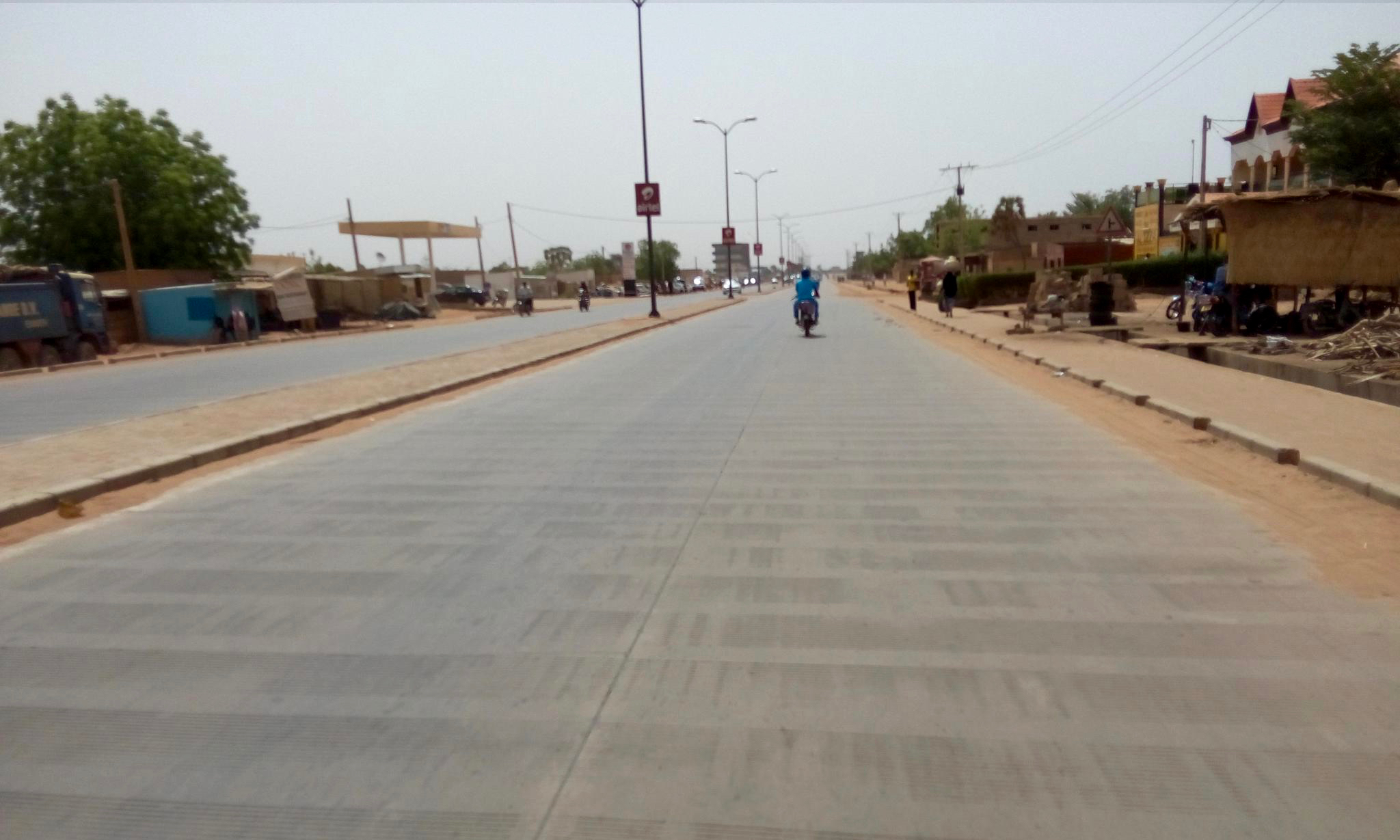
Boulevard du Developpement am nördlichen Rand von Kirkissoye (2018)

Das Stadtviertel befindet sich im Osten des urbanen Gebiets von Niamey V. Die angrenzenden Stadtviertel sind Pont Kennedy im Nordwesten und Gawèye im Norden sowie, jeweils jenseits der Nationalstraße 27, Saguia im Süden und Banga Bana im Westen. Im Nordosten von Kirkissoye liegt die informelle Siedlung Nialga. Das dörfliche Zentrum von Kirkissoye nimmt eine Fläche von etwa 25,6 Hektar ein, während sich die Erweiterungsgebiete des Stadtviertels über eine Fläche von insgesamt rund 135,3 Hektar erstrecken. Das Stadtviertel liegt auf einem Alluvialboden, der überwiegend eine Einsickerung ermöglicht. Dort ist das Grundwasser gefährdet verunreinigt zu werden. Im Norden ist der Grundwasserspiegel hingegen so hoch, dass keine Einsickerung möglich ist, was wiederum die Überschwemmungsgefahr erhöht. Besonders in den Gruben im Viertel sammelt sich Regenwasser.
Das Standardschema für Straßennamen in Kirkissoye ist Rue KI 1, wobei auf das französische Rue für Straße das Kürzel KI für Kirkissoye und zuletzt eine Nummer folgt. Dies geht auf ein Projekt zur Straßenbenennung in Niamey aus dem Jahr 2002 zurück, bei dem die Stadt in 44 Zonen mit jeweils eigenen Buchstabenkürzeln eingeteilt wurde. Diese Zonen decken sich zumeist nicht mit den administrativen Grenzen der namensgebenden Stadtteile. So wird das Schema Rue KI 1 auch in Nachbarvierteln von Kirkissoye angewendet.

## Geschichte
Die Siedlung bestand bereits vor 1937, dem Jahr, als in Plateau am anderen Niger-Ufer die Herausbildung verschiedener Stadtviertel in Niamey begann. Das Dorf Kirkissoye wurde in den 1970er Jahren, nach der Errichtung der Kennedybrücke über den Fluss Niger, die eine Ausdehnung der Stadt auf das rechte Niger-Ufer begünstigte, in Niamey eingemeindet. Im Dorf ansässige Fulbe verkauften Land an Zuwanderer vom Land und aus dem Stadtzentrum, wo das Wohnen zu teuer geworden war. Während die Fulbe weiterhin Bewässerungslandwirtschaft und Viehzucht betrieben, wuchs Kirkissoye zu einem Stadtviertel mit sehr heterogener Bevölkerung. Besonders an der Wende vom 20. zum 21. Jahrhundert wurde das Stadtviertel flächen- und einwohnermäßig sehr vergrößert. Kirkissoye war 2007 einer der Spielorte der ersten Ausgabe des Open-Air-Kulturfestivals Pripalo unter der Leitung von Achirou Wagé. Die Umsiedlung von rund 750 von Überschwemmungen betroffenen Haushalten aus den Stadtvierteln Kirkissoye, Karadjé, Lamordé und Nogaré in das neue Stadtviertel Séno wurde im Februar 2013 abgeschlossen.

## Bevölkerung
Bei der Volkszählung 2012 hatte Kirkissoye 28.428 Einwohner, die in 4510 Haushalten lebten. Bei der Volkszählung 2001 betrug die Einwohnerzahl 23.388 in 3572 Haushalten und bei der Volkszählung 1988 belief sich die Einwohnerzahl auf 4895 in 791 Haushalten.

## Wirtschaft und Infrastruktur
Der Nassreisanbau auf einer Gesamtfläche von 100 Hektar wurde 1964 eingeführt. Die Anbauflächen wurden 1988 saniert. Die Reis-Monokulturen werden mit elektrischen Pumpen bewässert. Es gibt zwei Erntezeiten im Jahr. Die Milchwirtschafts-Kooperative von Kirkissoye produziert bedeutende Mengen an Milch und Milchprodukten. Im Stadtviertel wird eine Niederschlagsmessstation betrieben.
Die öffentliche Grundschule Ecole primaire de Kirkissoye wurde 1966 gegründet. Insgesamt gibt es sieben Grundschulen im Stadtviertel. Die Wohnhäuser sind überwiegend aus Lehmziegeln erbaut und es gibt nur wenige Strohhütten, anders als in ärmeren Teilen von Niamey.